# Poxdorf (Königsfeld)
Poxdorf is een plaats in de Duitse gemeente Königsfeld in Oberfranken, deelstaat Beieren, en telt 140 inwoners.